# Turnedó Rossini
El turnedó Rossini (en francés tournedos Rossini) es una receta de turnedó típica de la cocina francesa, supuestamente creada para el compositor italiano Gioachino Rossini por Auguste Escoffier. A pesar de asignársele la paternidad de esta forma de preparar los tournedós a Escoffier, el creador de este plato continúa siendo en la actualidad una fuente de disputa.

## Características
El plato se compone de un turnedó de solomillo de carne de vacuno que se ha salteado en una sartén con mantequilla, y cubierto con una rodaja de foie gras pasada unos segundos por la sartén. Se sirve sobre una rebanada de pan de iguales dimensiones, ligeramente frita en mantequilla. El plato se aromatiza con láminas de trufa negra y se sirve acompañado de salsa demi-glace hecha con vino madeira.